# Robert McNaught
Robert H. McNaught (* 1956 in Schottland) ist ein britisch-australischer Astronom. Er arbeitet an der Research School of Astronomy and Astrophysics der Australian National University und hat mit David Asher vom Armagh-Observatorium zusammengearbeitet.
McNaught ist ein engagierter Beobachter und entdeckte bereits weit mehr als 350 Asteroiden. Außerdem ist er Mitentdecker des periodischen Kometen 130P/McNaught-Hughes. Im Rahmen des Siding Spring Surveys ist McNaught mit der Untersuchung und Beobachtung erdnaher Asteroiden und Kometen befasst. Am Siding-Spring-Observatorium gelang ihm im August 2006 die Entdeckung des Kometen C/2006 P1 (McNaught), der sich Anfang 2007 zum hellsten Komet seit Jahrzehnten entwickelt hat. Auch der Komet C/2013 A1 (Siding Spring), der den Planeten Mars im Jahr 2014 nah passierte, wurde durch McNaught hier entdeckt und trägt seit dem den Namen des Observatoriums.
Nach dem Astronomen ist der Asteroid (3173) McNaught benannt.